# Братвурст
Бра́твурст (нем. Bratwurst, Rostbratwurst, Roster) — немецкое название колбасок для обжарки на сковороде или гриле или запекания. Существует большое количество региональных рецептов братвурста не только в Германии, но и в Австрии и Швейцарии, Чехии и Словакии. Прежде всего они различаются по качественному составу используемых пряностей. Братвурст — популярный стритфуд, обычно продаётся с булкой, горчицей, кетчупом или столовым хреном. В Баварии братвурсты по традиции подают с тушёной квашеной капустой, жареным картофелем или картофельным салатом.
Братвурсты чаще производятся из свинины (80 % наименований), говяжьи жареные колбаски встречаются значительно реже вследствие более высокой стоимости исходного сырья. Братвурсты из мяса птицы считаются нетипичными. Фарш для братвурстов готовят различных видов: из грубо- или тонкоизмельчённого мяса или в виде эмульсии, в которую на рисунок добавлен шпиг. В Германии в фарш для жареных колбасок не добавляют нитритно-посолочную смесь, и братвурст имеет на срезе серый, а не розоватый цвет. Для братвурстов из тонкоизмельчённого мяса подходят говядина и телятина высшего сорта и нежирная свинина, а также нежирная свиная грудинка и хребтовый шпиг, который придает колбасному изделию сочность, нежность и «хрусткость». Основными пряностями, используемыми в производстве братвурстов, являются: чёрный и белый перец, мацис, мускатный орех, майоран, имбирь, кардамон и лимонная цедра. Кроме того, в рецептуру некоторых сортов братвурста входят свежий лук и чеснок, душистый перец и гвоздика, а в восточных землях Германии среди пряностей в братвурсте главенствует тмин. Для формования братвурстов используется натуральная оболочка — свиные или бараньи черева. После формования колбасных батончиков перекручиванием братвурсты обычно подвергают термической обработке — варке, а после охлаждения фасуют обычно в вакуумную упаковку в один ряд для последующей дополнительной пастеризации. Сырой братвурст, являющийся по сути мясным полуфабрикатом, поступает в продажу в меньших объёмах, поскольку из-за возможной контаминации фарша микроорганизмами имеет ограниченный срок хранения — одни сутки.

## История братвурста
Почти в каждой из них [деревень] найдёте трактир, хотя не богатый, но в котором можно иметь кофе, хорошее масло с белым хлебом и порядочные bratwurst, сосиски.

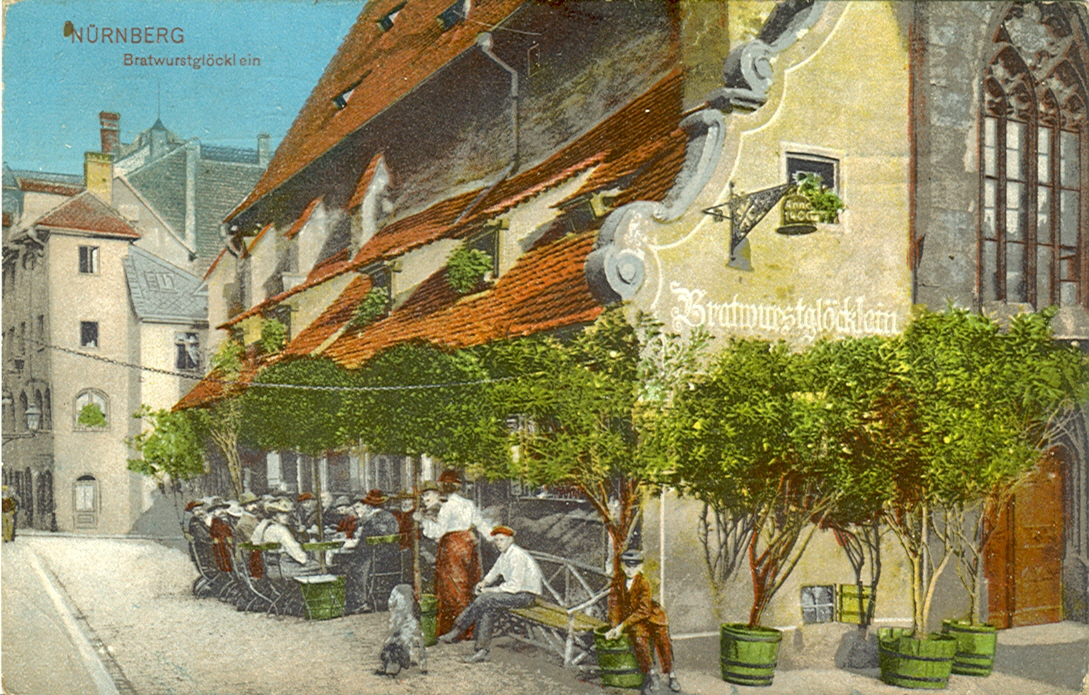
Нюрнбергский «Братвурстный колокольчик» на почтовой открытке 1914 года

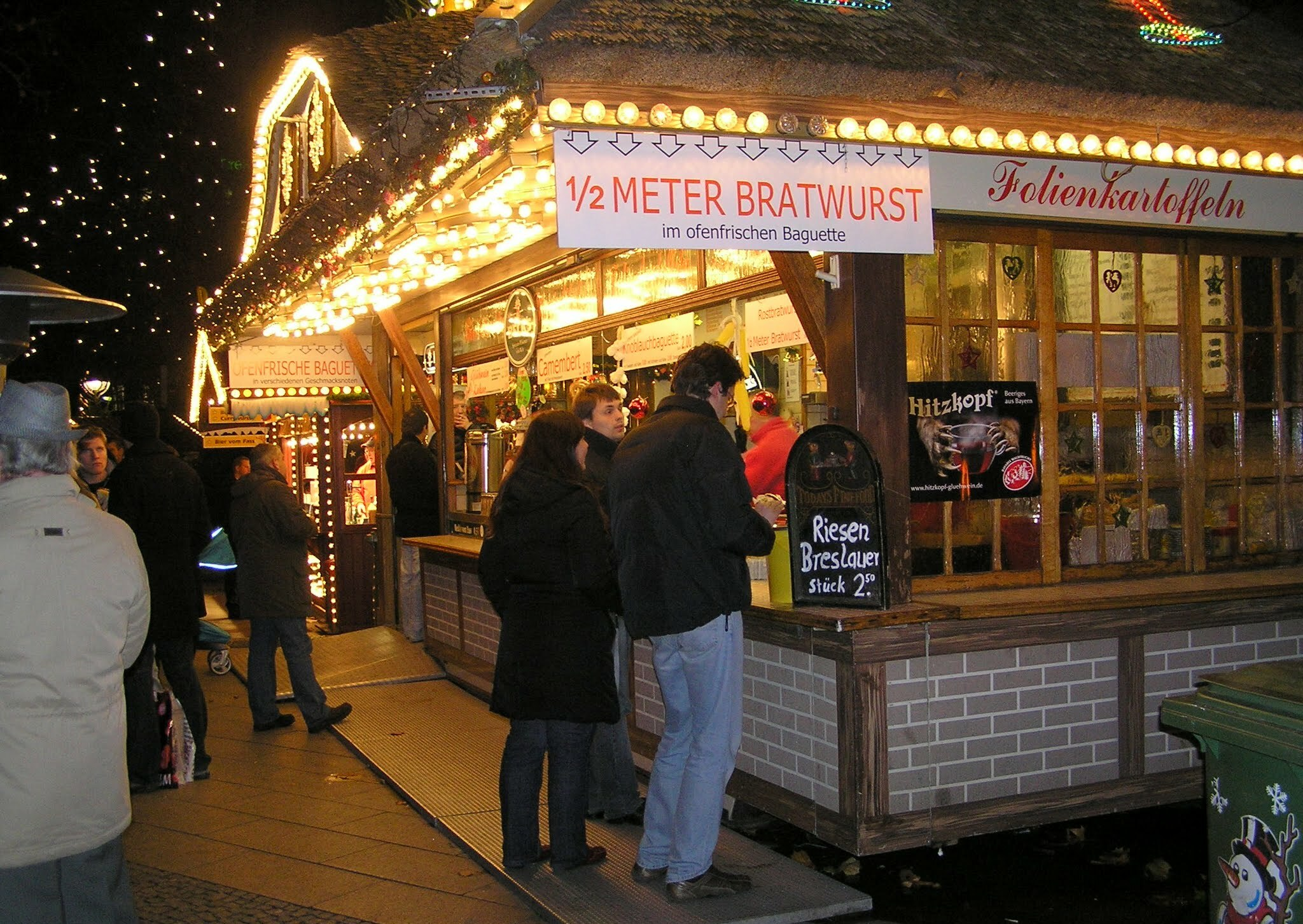
Уличная торговля полуметровыми братвурстами в Берлине

За право называться родиной братвурста борются Тюрингия и баварская Франкония. Долгое время самым древним документом, связанным с братвурстом, считалась цеховая рецептурная грамота нюрнбергских мясников 1595 года. В 2000 году архивариус Петер Унгер обнаружил счёт в 1 грош за поставку в арнштадтский женский монастырь овечьих черевов для братвурстов, датированный 1404 годом и ныне хранящийся в городской библиотеке в Рудольштадте. Но самый первый братвурст, как считается, приготовили на востоке современной Тюрингии, на реке Шварце, в VII веке, когда местное население пришло в движение из-за выдвинувшихся с востока к Зале сорбских переселенцев. Собираясь в дорогу, люди запасались рубленым мясом, набитым в кишку, и кому-то пришло в голову зажарить фарш прямо в такой упаковке. Именно в тюрингенском Хольцхаузене работает первый музей братвурста с его огромным скульптурным изображением.
Стандарт в производстве братвурстов во избежание фальсификаций фарша впервые установили в Эслингене в 1370 году. Согласно местной поваренной книге в Нюрнберге к 1691 году знали не менее шести блюд с братвурстом, в том числе суп с братвурстом и братвурстные клёцки. Приблизительно к этому времени относится и традиция мясницких гильдий устраивать колбасные шествия, для которых в некоторых регионах к Новому году или на Фастнахт сооружали гигантские братвурсты, которые по окончании такого рода пиар-акций делили между беднотой и угощали детей. Самый известный гигантский братвурст длиной за 600 метров более сотни мясников и их подмастерьев приготовили на Новый 1601 год в Кёнигсберге.
О том, где открылся первый пункт продажи братвурстов, спорят баварские Регенсбург и Нюрнберг. Достоверно известно, что ещё в 1134 году рядом со стройкой, где возводился Регенсбургский собор, находилась хижина, где перекусывали строители. В 1146 году, после окончания строительства Каменного моста через Дунай, рядом к городской стене пристроили «колбасную кухоньку», куда за горячими блюдами с колбасой приходили портовые рабочие и посетители близлежащего винного рынка. Тем не менее, самая известная «братвурстная» под названием «Братвурстный колокольчик» (нем. Bratwurstglöcklein) находится в Нюрнберге. В начале XIV века она примостилась у внешней стены часовни Св. Маврикия, на выступе которой висел колокол, которому она и обязана своим названием. Среди ценителей маленьких жареных колбасок, которые подавали в «Братвурстном колокольчике», числятся многие знаменитости, в том числе современник Альбрехта Дюрера скульптор Адам Крафт или писатель Ганс Сакс.
Новый этап в истории братвурста наступил в эпоху бидермайера, когда стало популярно жарить их в садах у дома. Получила распространение почтовая и курьерская доставка свежих братвурстов. Известно, что И. В. Гёте был страстным почитателем тюрингенских братвурстов, но он также заказывал себе в Веймар нюрнбергские колбаски. Участники нового молодёжного движения вандерфогелей также осознали преимущества колбасок в качестве провизии для жарки на костре во время загородных путешествий.
Вплоть до Второй мировой войны в окрестностях Мюнхена существовала традиция жарки так называемых «грехоотпущенных колбасок» (нем. Ablasswurst), похожих одновременно и на тюрингенские, и на мюнхенские братвурсты. Их позволялось есть только после исповеди во время паломничества в церкви Талькирхена, Рамерсдорфа и Харлахинга.
В истории братвурста начиная с 1591 года зафиксированы многочисленные рекорды по его длине, текущий рекордсмен длиной в 5888 метров был приготовлен под Ландсхутом в 1999 году из 1700 кг фарша, полученного из мяса трёх десятков свиней и приправленного 50 кг специй.

## Известные виды братвурста
Германия

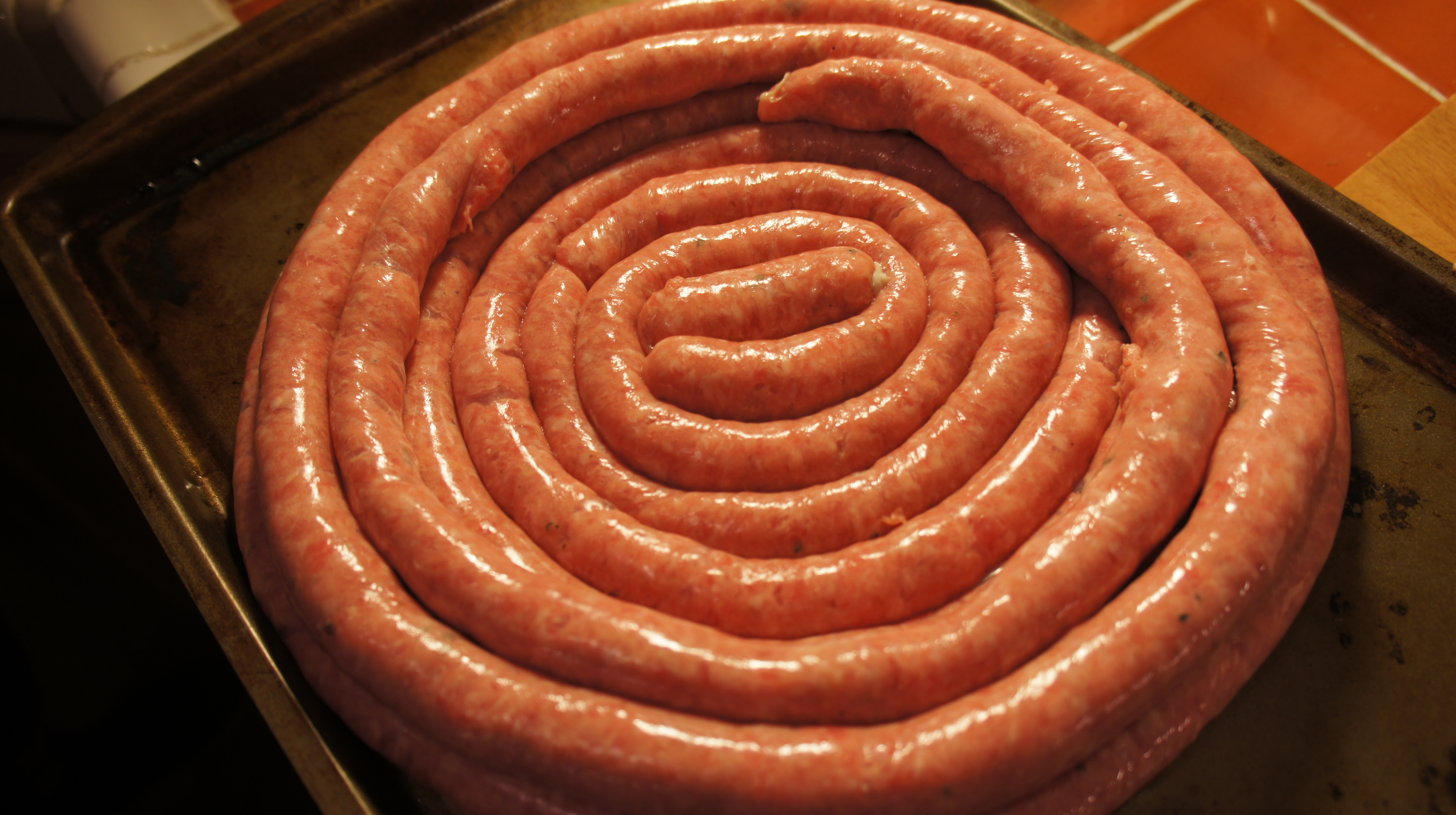
Сырой «метровый» братвурст

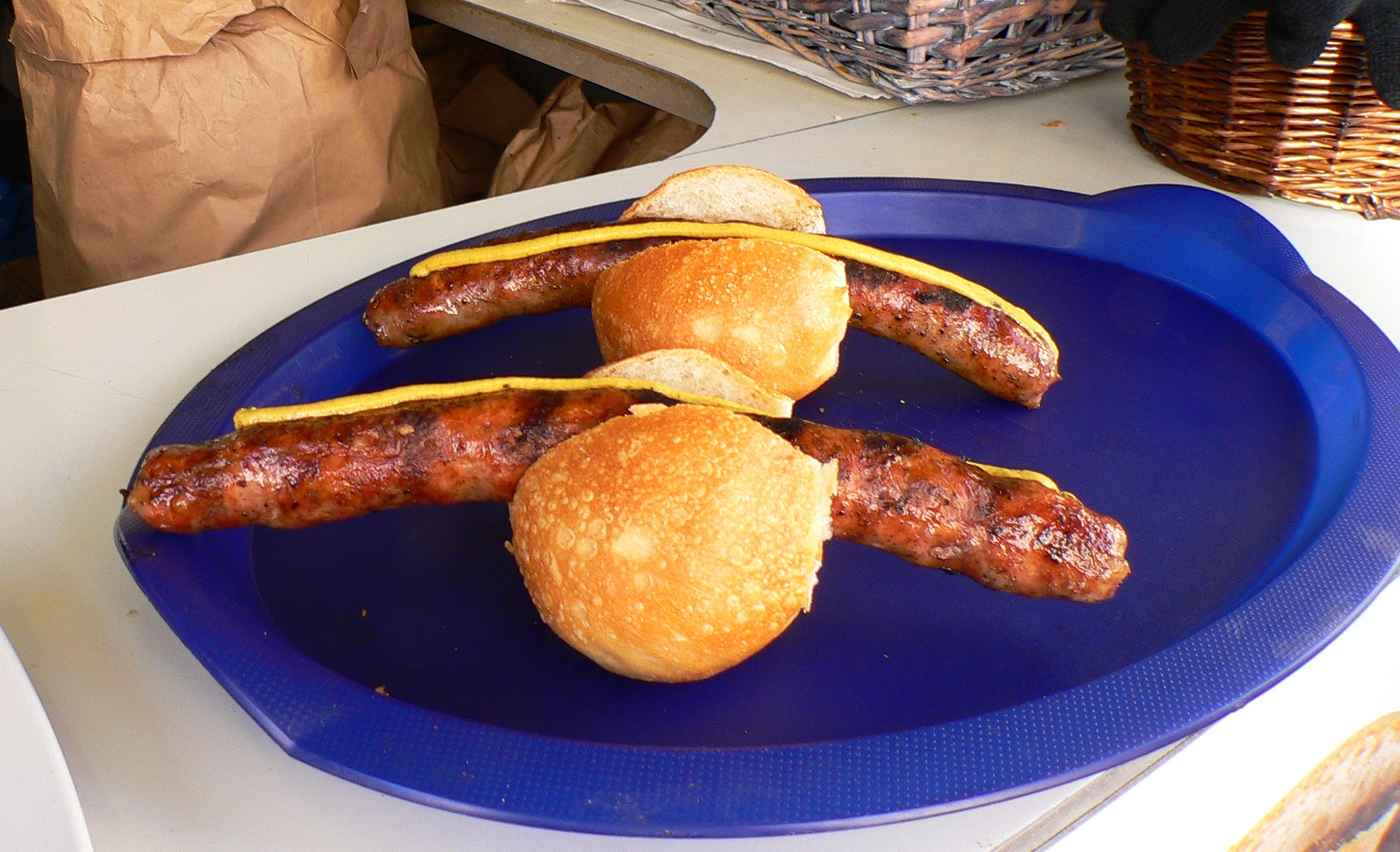
Кобургские братвурсты

Только в Германии братвурсты производятся в пяти десятках различных региональных вариантов: кобургские, тюрингенские, нюрнбергские, силезские, гессенские и северогерманские. Нюрнбергские жареные колбаски имеют в длину не более 8—9 см, регенсбургские и мюнхенские тоже едва достигают 12 см в длину, а длина кобургских братвурстов приближается к 32 см. Чем дальше на север, тем крупнее становятся местные братвурсты, самые внушительные по размеру братвурсты — тюрингенские — диаметром в 3 см и длиной в 20 см. Рекордный метр в длину имеет майнско-франконский «метровый братвурст» весом в полкило, который сворачивают для жарки в улитку. Её впервые приготовил в 1953 году зульцфельдский мясник и трактирщик Лоренц Штарк в ответ на заявление восторженного посетителя: «Колбасу я мог бы есть метрами!». На народных гуляньях в Тюрингии колбаски длиной до полуметра жарят на буковых дровах, в фарш обязательно добавляют майоран и тмин. Франконские братвурсты готовят из приправленного майораном фарша на тонкоизмельчённой основе с включениями кусочков мяса. В фарше для маленьких нюрнбергских жареных колбасок, также грубоизмельчённом, помимо майорана присутствует перец и лук, а жарят их на гриле над буковой древесиной. В фарше для длинных и тонких кульмбахских братвурстов обязательно присутствует телятина, и в продажу они поступают сырыми для незамедлительной жарки. Братвурсты в Кульмбахе сервируют в специально предназначенных для них разрезанных на две половины булках, именуемых за свою удлинённую форму «братвурстными штолленами»: по две на половинке булки или три в целой. Сырые кобургские братвурсты, приправленные мускатным орехом и лимонной цедрой, положено жарить на гриле над сосновыми шишками. В фарш для силезских братвурстов обязательно добавляют сырой лук и измельчённый тмин.
Австрия
В Вене уличные киоски по продаже сосисок пользуются неизменной популярностью во всех слоях столичного общества, их шутливо величают «малыми „Захерами“». Самым популярным сортом жареных колбасок в Вене считаются кезекрайнеры, которые для ценителей поджаривают на медленном огне до образования на них хрустящей сырной корочки-«подошвы».
Швейцария
Бернские колбаски (нем. Berner Würstl) представляют собой предназначенные для жарки на гриле или сковороде похожие на франкфуртские или венские варёные белые сосиски из постной свинины с сыром, обёрнутые в бекон. Родина самых известных швейцарских братвурстов — Санкт-Галлен. Разновидность санкт-галленских братвурстов — ОЛМА-братвурст на Швейцарской выставке сельского хозяйства и продовольствия, в фарш которых добавляют свежее молоко.

## В культуре

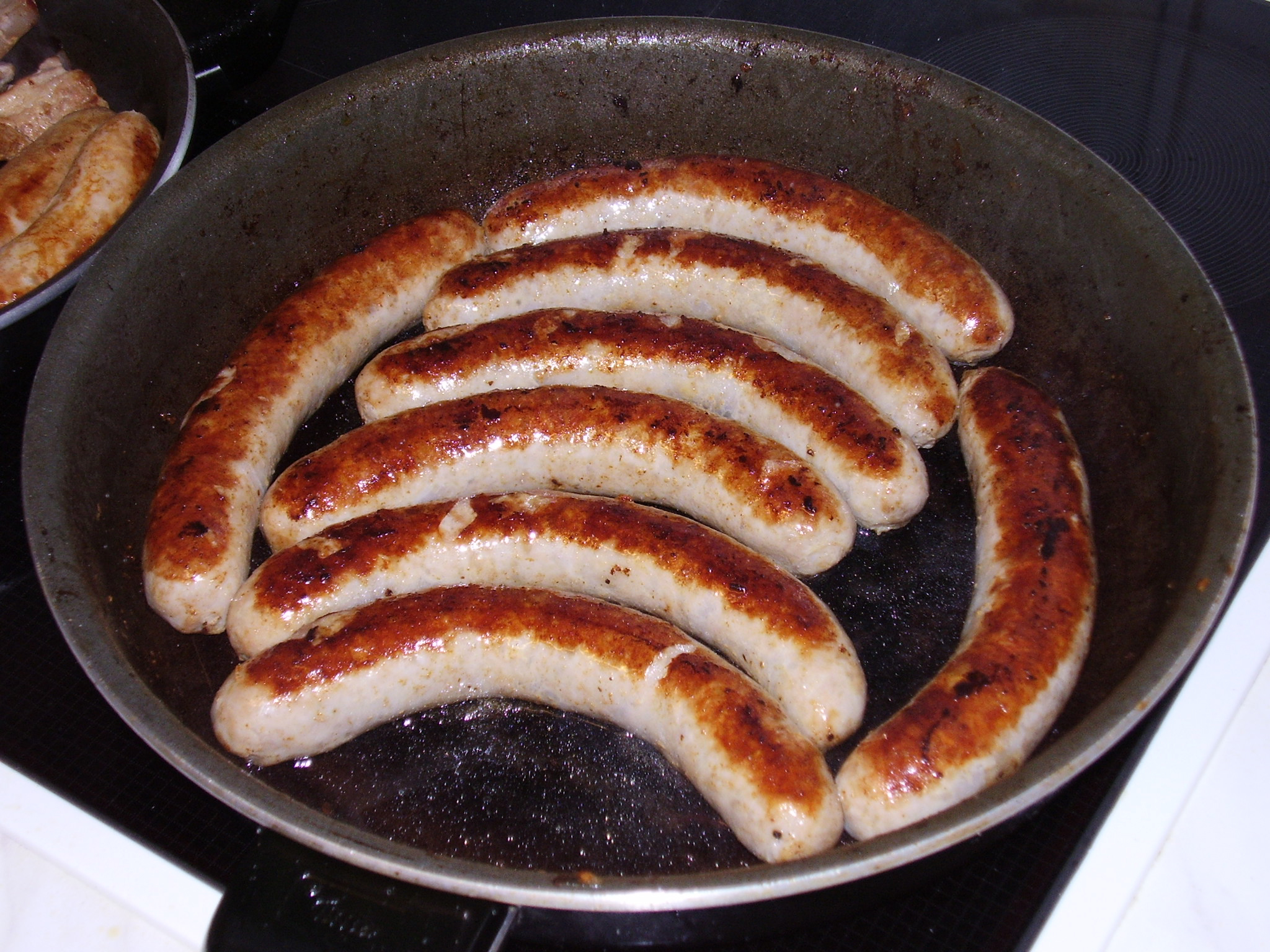
О, жирных сосисок ликующий вид!
Г. Гейне. Германия. Зимняя сказка. 1844

Мы решились есть и пить во всякой стране только то, чем эта страна славится.
Поэтому в Германии выработался свой шаблон.

— Четыре кружки пива, бульон «мит-ай», шницель и братвурст мит-краут.
В произведениях немецкой литературы братвурст часто вступается за слабых или угнетённых, решившихся противостоять несправедливости и беззаконию, и иногда в роли простака-увальня по аналогии с Гансвурстом. В оригинале третий персонаж печальной сказки братьев Гримм «О мышке, птичке и колбаске», которого в лесу за сбором хвороста съедает за поддельные документы собака, был именно «братвурстом». В шванке Иоганна Петера Хебеля «Три желания» горная фея обязалась выполнить три желания, загаданных молодой супружеской парой, и дала им неделю подумать. Но, жаря вечером картофель, Лиза потратила первое желание, невинно произнеся вслух: «Вот бы нам ещё жареную колбаску», а Ганс при виде братвурста на сковороде в удивлении произнёс: «Чтоб тебе она к носу приросла», и третье желание пришлось потратить на то, чтобы освободить жену от братвурста, свисавшего у неё под носом, как усы у гусара. Известен исторический анекдот о Мартине Лютере, свидетельствующий о том, что и он любил братвурсты. В самой известной версии фигурирует эрфуртский трактир, но существуют и другие географические указания событий. Второпях занятой реформатор якобы забыл оплатить свой братвурст, долг записали мелом на двери заведения, и он числился за Лютером вплоть до Семилетней войны, когда его наконец погасил некий прусский гусар. Действие детективного романа Петера Цайндлера «Братвурст для знаменитостей» (нем. Bratwurst für Prominente) начинается напротив здания оперного театра у уличного киоска, где продают лучшие в Цюрихе братвурсты.
Братвурст — не только яркий символ немецкой гастрономической культуры, но в силу своей демократичности и политический инструмент. Когда в 2015 году Всемирная организация здравоохранения объявила, что потребление красного мяса и мясной продукции увеличивает риск возникновения рака, федеральный министр сельского хозяйства и продовольствия Германии Кристиан Шмидт успокаивал население так: «Никому не нужно бояться есть свой братвурст». Председатель ХСС Хорст Зеехофер говорил о хороших отношениях с председателем СДПГ Зигмаром Габриэлем: «Мы могли бы отлично сходить съесть братвурст за углом». Представительница «Зелёных» Катрин Гёринг-Эккардт тоже прибегала к жареной сосиске, чтобы продемонстрировать свою близость народу. В 2014 году она пообещала, что если Германия победит на чемпионате мира по футболу, то на праздничной встрече чемпионов она наденет форму национальной сборной и пойдёт жарить на гриле биобратвурсты, и выполнила своё обещание. В 2015 году к визиту канцлера Ангелы Меркель в Бразилию было доставлен спецгруз в 1400 тюрингенских братвурстов для угощения гостей на устраиваемом ею приёме.
Немецким политикам, особенно во время избирательных кампаний, часто приходится фотографироваться за поеданием сосисок на публике, чтобы продемонстрировать не только близость к избирателям и приверженность национальным традициям, но и профессионализм и чувство юмора. Отказ политика от братвурста, предложенного ему на предвыборной встрече, воспринимается электоратом как высокомерие. По мнению политолога Константина Александера, ведущего отдельный блог на тему фотографий с братвурстом в руке, достойно выглядеть, кусая горячую жирную сосиску фаллической формы, вообще невозможно, но экс-канцлер Гельмут Шрёдер добился в этой немецкой политической дисциплине внушительных результатов, по слухам, благодаря специальному тренингу, и заслужил титул мастера по поеданию братвурстов на публике. По словам Александера, экс-канцлер Ангела Меркель тоже постепенно научилась правильно фотографироваться с братвурстом, но такого удовольствия, как Шрёдер, она не демонстрировала. Явно провально по оценке политолога на фотографиях с братвурстом выглядели Эдмунд Штойбер, Хорст Зеехофер и Гидо Вестервелле. Чтобы политически правильно есть братвурст на публике, политолог Александер рекомендует всегда подкладывать под булку салфетку, не брать острую горчицу и подуть, прежде чем кусать. Чтобы не выглядеть смешным, братвурст не следует держать в руке, оттопырив мизинец, потому что это выглядит как игра на флейте, а женщинам не стоит кусать братвурст слишком агрессивно из-за комплекса кастрации у мужчин.